# Oxandrolone
L'oxandrolone è uno steroide di sintesi, derivato del DHT (diidrotestosterone), con attività androgena ed anabolizzante.
Il farmaco possiede proprietà anabolizzanti più pronunciate di quelle androgene. La presenza nella sua molecola di un gruppo metilico in posizione 17 dell'anello steroideo, lo rende più attivo farmacologicamente, dopo somministrazione orale, e più difficilmente metabolizzabile a livello epatico.
Similmente agli altri ormoni anabolizzanti androgeni l'oxandrolone induce ritenzione di azoto, potassio, sodio e fosforo. Il farmaco aumenta l'anabolismo proteico e diminuisce il catabolismo degli aminoacidi e l'eliminazione di calcio. Il bilancio azotato viene migliorato solo se c'è un apporto sufficiente, sia calorico che proteico.

## Meccanismo di azione
Il farmaco si lega a recettori cellulari specifici. Il complesso farmaco-recettore si trasferisce poi al nucleo dove attiva l'enzima RNA-polimerasi, stimolando la sintesi di RNA e quella conseguente di proteine. Gli androgeni sono responsabili della crescita rapida che si verifica durante l'adolescenza e dell'arresto della crescita lineare dovuto alla saldatura delle epifisi.

## Farmacodinamica
È noto che gli androgeni esogeni accelerano la velocità di crescita lineare nei bambini. Tuttavia essi possono provocare uno sviluppo osseo irregolare e sproporzionato. Se vengono somministrati a lungo termine in età prepubere è possibile che la loro azione determini una precoce saldatura delle epifisi e con essa una prematura fine dei processi di crescita.

La somministrazione di androgeni esogeni arresta la liberazione di testosterone endogeno per inibizione, attraverso un classico meccanismo di feed-back negativo, dell'ormone ipofisario follicolo-stimolante (FSH). Gli androgeni sarebbero anche in grado di stimolare la produzione di eritrociti, probabilmente per un aumento della produzione del fattore stimolante l'eritropoiesi.

## Farmacocinetica
Dopo somministrazione per os l'oxandrolone è rapidamente assorbito dal tratto gastrointestinale. Uno studio effettuato su soggetti maschi sani ha dimostrato che, in seguito a somministrazione orale di 10 mg di oxandrolone, si raggiunge il picco di concentrazione plasmatica di 417 ng/ml nel giro di 30-90 minuti. Le concentrazioni plasmatiche di farmaco declinano seguendo un andamento bifasico. La prima fase ha una durata variabile da 90 minuti a 4 ore, con un'emivita di circa 33 minuti. La seconda fase ha una durata variabile da 4 ore a 48 ore, con un'emivita di circa 9 ore. Il farmaco viene eliminato principalmente nelle urine entro 96 ore (complessivamente nella misura del 60,4%, di cui il 43,6% durante le prime 24 ore). Una piccola quantità viene invece escreta con le feci (2,8%). Il 28% circa di oxandrolone viene eliminato immodificato nelle urine.

## Tossicità
Il valore della DL50 nel topo è > 5000 mg/kg per os.

## Usi clinici
L'oxandrolone viene impiegato nel trattamento del ritardo costituzionale della crescita e della pubertà nei maschi, oltre che in soggetti affetti da sindrome di Turner. Grazie alle sue proprietà anabolizzanti il farmaco trova anche indicazione nel trattamento aggiuntivo dell'osteoporosi, e di svariate situazioni caratterizzate da carenza proteica (ad esempio l'eccessivo catabolismo proteico che fa seguito ad una terapia prolungata con corticosteroidi), ed in associazione ad una dieta adeguata in tutte quelle situazioni in cui è opportuno che si verifichi un aumento di peso corporeo: ad esempio nella fase di convalescenza successiva ad interventi chirurgici, infezioni croniche o gravi traumi. L'oxandrolone si è dimostrato particolarmente efficace nei soggetti gravemente ustionati e nel periodo riabilitatorio.
L'oxandrolone, come molti altri anabolizzanti steroidei, è stato oggetto di abuso a fine di doping da parte di atleti, body-builders e sollevatori di pesi.

## Dosi terapeutiche
Il trattamento con gli steroidi anabolizzanti è aggiuntivo e non sostitutivo della terapia convenzionale. La durata del trattamento con oxandrolone viene determinato dal tipo di risposta da parte del paziente e dall'eventuale comparsa di effetti collaterali. Di regola un periodo di terapia di 2-4 settimane è adeguato nella maggior parte dei casi. In casi eccezionali il trattamento può essere prolungato fino a 12 settimane.

Si deve tenere presente che a causa dei gravi effetti collaterali associati all'uso di steroidi anabolizzanti, molti dei quali dose-dipendenti, è bene somministrare al paziente il più basso dosaggio efficace possibile. Il trattamento può essere ripetuto ad intervalli di tempo regolari.

Negli adulti i dosaggi iniziali usuali di farmaco sono di 2,5 mg per os, da due a quattro volte al giorno. Tuttavia se si considera la variabilità interindividuale della risposta agli steroidi anabolizzanti, possono essere necessarie dosi giornaliere decisamente più elevate e perciò comprese tra 2,5 mg e 20 mg.

Quando il farmaco viene utilizzato in età pediatrica nel ritardo costituzionale della crescita e della pubertà, il dosaggio giornaliero consigliato è di 0,25 mg/kg per cicli di trattamento brevi, in genere compresi fra 3 e 4 mesi, durante i quali il paziente deve essere attentamente monitorato per valutare il rischio di saldatura precoce delle epifisi.
L'oxandrolone deve essere conservato in recipienti ben chiusi, al riparo dalla luce.

## Effetti collaterali
Gli effetti collaterali dell'oxandrolone sono sostanzialmente sovrapponibili a quelli di altri androgeni di sintesi o naturali. Questi includono acne, ginecomastia (si sviluppa di frequente e talvolta persiste nei pazienti trattati per ipogonadismo) ed edema. In maschi che ricevono dosaggi troppo elevati di farmaco o sottoposti a terapia prolungata, si può avere atrofia testicolare, oligospermia, epididimite e un volume eiaculatorio diminuito. Nei pazienti anziani si possono invece verificare priapismo o eccessiva stimolazione sessuale.
Nelle donne si verificano spesso amenorrea, irregolarità del ciclo mestruale, inibizione della secrezione di gonadotropine. Frequenti gli effetti mascolinizzanti ed i relativi sintomi di virilizzazione: irsutismo, tono della voce grave, calvizie di tipo maschile, ingrossamento del clitoride. Alcuni di questi sintomi e segni possono non essere reversibili alla sospensione del trattamento. Durante terapia con oxandrolone sono state riportate ipercalcemia, in genere secondaria osteolisi (specie nei soggetti immobili od affetti da carcinoma metastatico del seno), ritenzione idrica, ritenzione di sodio, cloruri, potassio e fosfati inorganici. Raramente vengono anche segnalate reazioni di ipersensibilità. Possono inoltre verificarsi epatite, ittero colestatico e anomalie della funzionalità epatica, nausea, policitemia, cefalea, ansietà, depressione mentale, parestesie generalizzate ed ipercolesterolemia.

Gli steroidi anabolizzanti tendenzialmente alterano l'assetto lipidico dei pazienti con incremento delle lipoproteine a bassa densità e diminuzione delle lipoproteine ad alta densità. In alcuni pazienti si può verificare uno stato di potenziale ipercoagulabilità.  L'oxandrolone dà esito positivo ai test antidoping praticati agli sportivi.

## Controindicazioni e precauzioni d'uso
L'oxandrolone è controindicato in caso di carcinoma prostatico o mammario nell'uomo ed in caso di ipercalcemia. La possibilità che i pazienti anziani sviluppino ipertrofia o carcinoma della prostata è decisamente più elevata durante il trattamento ormonale. Il farmaco dovrebbe essere usato con cautela in caso di disfunzioni cardiache, epatiche (come gli altri composti 17a-alchilati) e renali, epilessia, emicrania o altre condizioni cliniche che potrebbero essere aggravate dalla ritenzione di sodio e acqua.

Nei soggetti di sesso maschile il trattamento dovrebbe essere monitorato per la possibilità di comparsa di priapismo o eccessiva stimolazione sessuale, segni indicativi di dosaggi ormonali troppo elevati.
La possibilità che si verifichi policitemia in corso di trattamento, specie nei pazienti che ricevono alti dosaggi ormonali, impone un attento e periodico controllo dell'ematocrito e dei valori dell'emoglobina. La somministrazione di oxandrolone in età prepubere deve essere effettuata con estrema cautela per il rischio di saldatura precoce delle epifisi. L'ormone è controindicato in gravidanza, nei neonati e durante l'allattamento materno poiché è dubbio se passi nel latte materno.

## Sovradosaggio ed antidoti
In letteratura non sono noti casi di sovradosaggio da oxandrolone. È comunque possibile che si verifichi ritenzione di acqua e di sodio. Non si conosce l'esistenza di un antidoto specifico, ma in caso di somministrazione di dosaggi troppo elevati di farmaco si può effettuare una lavanda gastrica. In genere non sono necessarie ulteriori misure di supporto.

## Interazioni
L'oxandrolone può potenziare l'azione degli anticoagulanti orali, provocando in alcuni pazienti emorragie. Può aumentare la risposta agli ipoglicemizzanti orali. Gli ormoni androgeni possono diminuire le concentrazioni di globulina legante la tiroxina (T4).